# Manuel Sarabia López
Manuel Sarabia López (Abanto-Zierbena, 9 de gener de 1957) és un exfutbolista i entrenador de futbol basc. Com a jugador, ocupava la posició de davanter.

## Trajectòria
Sorgeix de les categories inferiors de l'Athletic Club. El 19 de setembre de 1976 debuta amb el primer equip, contra el CD Málaga, i a la 78/79 es consolida com a jugador a San Mamés. Seria un dels futbolistes més importants de l'Athletic durant la dècada dels 80, amb 284 partits i 83 gols, dels quals 16 van contribuir a obtindre el títol de Lliga a la temporada 82/83, que es renovaria a la campanya posterior.
Entre 1988 i 1991 milità al CD Logroñés, també a primera divisió, on va coincidir entre d'altres amb Quique Setién. Després de retirar-se com a futbolista, es fa càrrec de l'equip B de l'Athletic entre 1995 i 1997. La campanya 99/00 dirigeix el CD Badajoz, i el 2002, el CD Numancia.

## Selecció espanyola
Sarabia va disputar 15 partits i va marcar dos gols amb la selecció espanyola, un d'ells al famós 12-1 contra Malta. Va participar en l'Eurocopa de 1984.

## Palmarès
- Lliga: 1982–83, 1983–84
- Copa del Rei: 1983–84
- Supercopa d'Espanya: 1984